# Febo

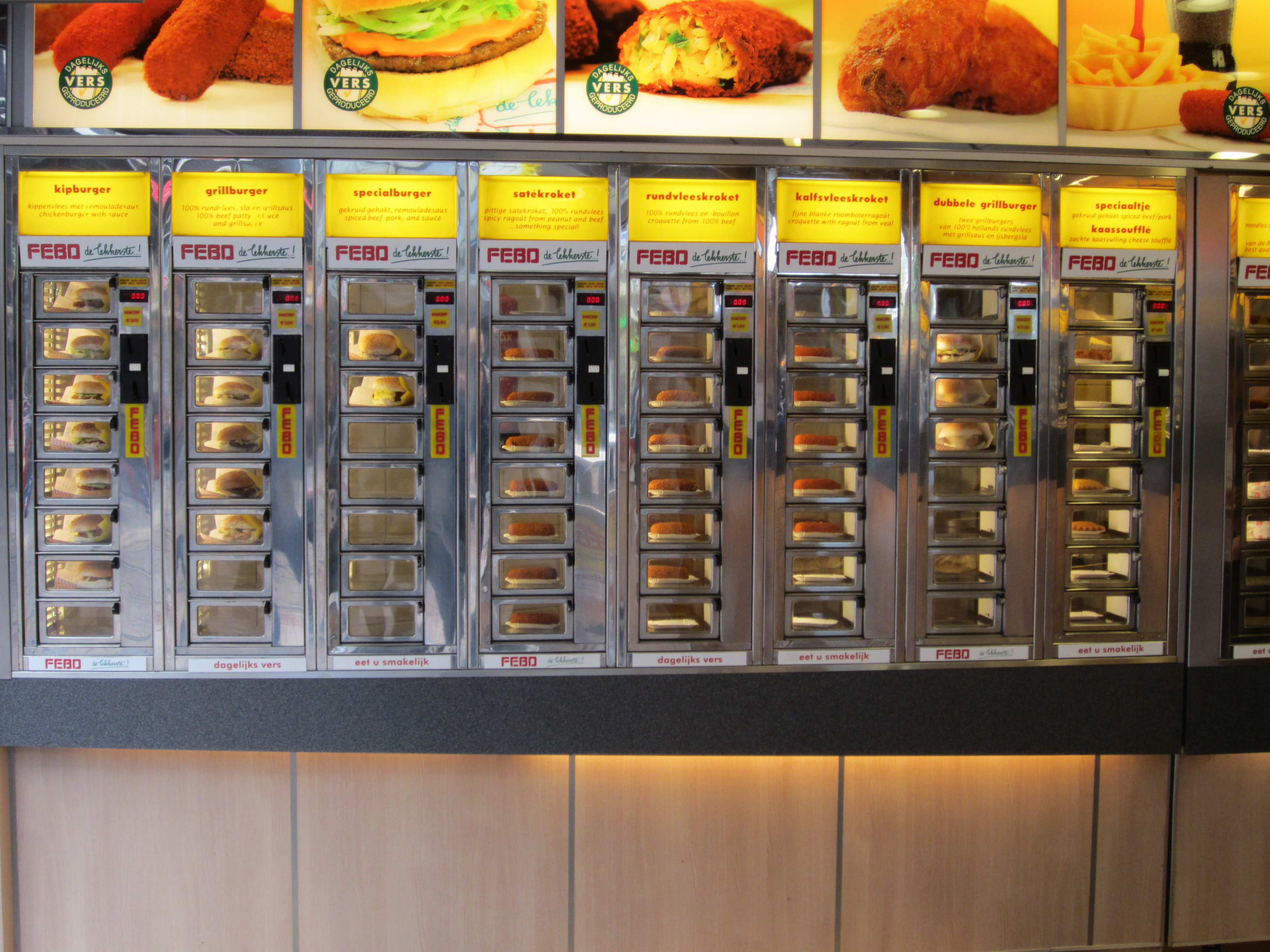
Màquines venedores d'un Febo

FEBO (pronunciat en neerlandès: [ˈfeɪbo]) és una cadena de restaurants de menjar ràpid neerlandesa fundada el 1941.
 Es caracteritza pels seus baixos preus i la venda dels seus productes a distribuïdors automàtics, podent comprar begudes i patates fregides en certs locals. L'eslògan de la cadena és "De lekkerste!" i significa "el més gustós" en neerlandès.

## Història de FEBO

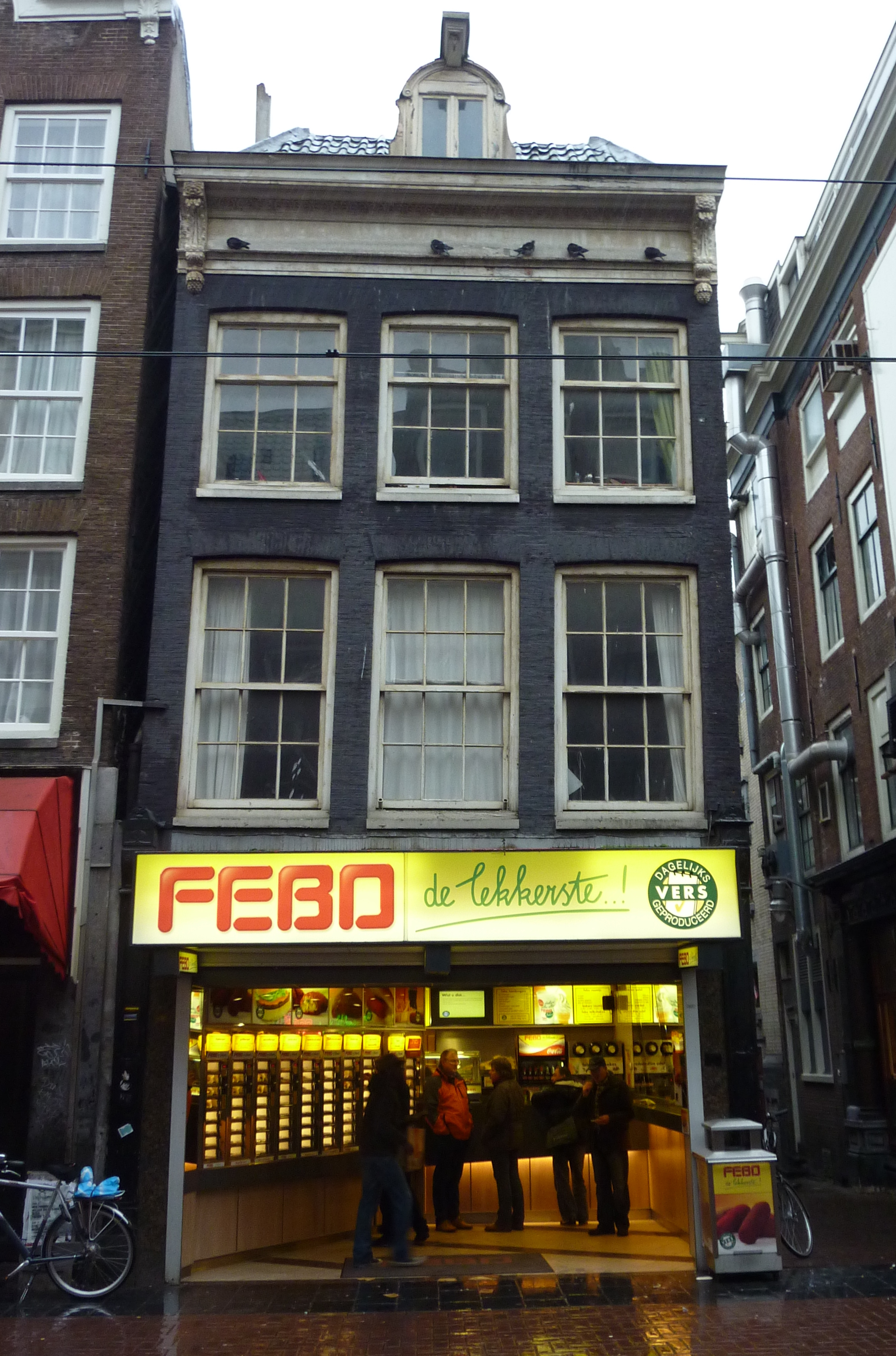
Exterior d'un Febo a la ciutat d'Amsterdam

En els seus orígens, "Casa FEBO" era el nom d'un forn situat al carrer Ferdinand Bol al barri de Pijp d'Amsterdam; les dues lletres inicials del nom compost del carrer van inspirar el nom del forn. El seu propietari, Johan I. Borst feia diversos productes per emportar i snacks que venia per mitjà d'un distribuïdor automàtic. Segons la pàgina web de la companyia, els productes eren considerats de qualitat i tenien molta demanda, raó per la qual va caldre engrandir la cuina i obrir altres sucursals a la ciutat. Posteriorment, l'establiment va deixar de fer pa i va passar a anomenar-se FEBO.
La venda automàtica va ser originalment un fenomen internacional popular sobretot a la primera meitat del segle xx a Nova York. El 2011 amb motiu del 70è aniversari de l'empresa va aparèixer el llibre "Febo - Een Fenomeen" (Febo - Un fenomen), escrit per un expert en menjar ràpid i amb pròleg de l'ex-futbolista i entrenador Johan Cruyff.

## Febo en l'actualitat
Actualment Febo té al voltant de 60 establiments per tots els Països Baixos, 54 dels quals són franquícies. 22 d'aquests restaurants es troben a Amsterdam i venen productes prèviament fabricats a cuina moderna situada al nord de la capital. La seva seu és a Amsterdam i l'empresa compta amb oficines a tot el país, excepte a les províncies de Drenthe i Zelanda.

## Els productes
La majoria dels productes venuts són aperitius populars neerlandesos; croquetes i frikandel. Febo també ofereix hamburgueses, així com suflés de formatge i croquetes de pollastre amb diferents guarnicions, com la "Rundvleeskroket" o la "Satékroket", amb cert gust picant que evidencia la presència de la cuina d'Indonèsia als Països Baixos. El lloc web ofereix una àmplia descripció dels seus productes .